# Solange Knowles
Solange Piaget Knowles, známa jako Solange (24. června 1986 Houston) je americká zpěvačka, skladatelka, herečka, modelka, tanečnice, podnikatelka, a DJ.
Narodila se a vyrůstala v Houstonu společně se starší sestrou Beyoncé. V taneční skupině doprovázela na vystoupení a turné Destiny's Child. Objevila se ve videoklipech a několika filmech. Společně s Hayden Panettiere si zahrála ve filmu Bravo Girls: Všechno nebo nic. Má syna Daniela.